# Saison 2006 de l'équipe cycliste Astana
L'Équipe cycliste Astana-Würth participait en 2006 au ProTour.

## Effectif
| Effectif 2006        | Effectif 2006     | Effectif 2006 | Effectif 2006                         |
| Cycliste             | Date de naissance | Pays          | Équipe précédente                     |
| -------------------- | ----------------- | ------------- | ------------------------------------- |
| Carlos Abellán       | 1 mars 1983       | Espagne       | Würth-Liberty Seguros (2005)          |
| Dariusz Baranowski   | 22 juin 1972      | Pologne       | CCC Polsat-Atlas (2003)               |
| Carlos Barredo       | 5 juin 1981       | Espagne       | Würth-ONCE (2003)                     |
| Assan Bazayev        | 22 février 1981   | Kazakhstan    | Capec (2005)                          |
| Joseba Beloki        | 12 août 1973      | Espagne       | Saunier Duval-Prodir (2004)           |
| Giampaolo Caruso     | 15 août 1980      | Italie        |                                       |
| Allan Davis          | 27 juillet 1980   | Australie     | Mapei-Quick Step (2002)               |
| Koen de Kort         | 8 septembre 1982  | Pays-Bas      | Rabobank GS3 (2004)                   |
| David Etxebarria     | 23 juillet 1973   | Espagne       | Euskaltel-Euskadi (2004)              |
| Jörg Jaksche         | 23 juillet 1976   | Allemagne     | CSC (2004)                            |
| Andrey Kashechkin    | 21 mars 1980      | Kazakhstan    | Crédit Agricole (2005)                |
| Aaron Kemps          | 10 septembre 1983 | Australie     |                                       |
| Daniel Navarro       | 18 juillet 1983   | Espagne       | Würth-ONCE (2003)                     |
| Isidro Nozal         | 18 octobre 1977   | Espagne       |                                       |
| Aitor Osa            | 9 septembre 1973  | Espagne       | Illes Balears-Caisse d'Épargne (2005) |
| Unai Osa             | 12 juin 1975      | Espagne       | Illes Balears-Caisse d'Épargne (2005) |
| Sérgio Paulinho      | 26 mars 1980      | Portugal      | L.A.-Pecol (2004)                     |
| Javier Ramírez Abeja | 14 mars 1978      | Espagne       |                                       |
| José Antonio Redondo | 5 mars 1985       | Espagne       | Würth-Liberty Seguros (2005)          |
| José Joaquín Rojas   | 8 juin 1985       | Espagne       | Würth-Liberty Seguros (2005)          |
| Eladio Sánchez       | 12 juillet 1984   | Espagne       | Würth-Liberty Seguros (2005)          |
| Luis León Sánchez    | 24 novembre 1983  | Espagne       | Würth-ONCE (2003)                     |
| Iván Santos          | 18 février 1982   | Espagne       | Würth (2004)                          |
| Michele Scarponi     | 25 septembre 1979 | Italie        | Domina Vacanze (2004)                 |
| Marcos Serrano       | 8 septembre 1972  | Espagne       | Kelme-Costa Blanca (1998)             |
| Ángel Vicioso        | 13 avril 1977     | Espagne       | Kelme-Costa Blanca (2002)             |
| Alexandre Vinokourov | 16 septembre 1973 | Kazakhstan    | T-Mobile (2005)                       |
| Sergueï Yakovlev     | 21 avril 1976     | Kazakhstan    | T-Mobile (2005)                       |
|                      |                   |               |                                       |
| Source : UCI         |                   |               |                                       |

## Victoires
| Victoires | Victoires                                    | Victoires  | Victoires | Victoires            | Victoires |
| Date      | Course                                       | Pays       | Classe    | Vainqueur            |           |
| --------- | -------------------------------------------- | ---------- | --------- | -------------------- | --------- |
| 19 janv.  | 2e étape du Tour Down Under                  | Australie  | 2.HC      | Allan Davis          |           |
| 20 janv.  | 3e étape du Tour Down Under                  | Australie  | 2.HC      | Carlos Barredo       |           |
| 22 janv.  | 5e étape du Tour Down Under                  | Australie  | 2.HC      | Allan Davis          |           |
| 11 mars   | 6e étape, Paris-Nice                         | France     | 2.PT      | Andrey Kashechkin    |           |
| 24 mars   | 5e étape du Tour de Castille-et-León         | Espagne    | 2.1       | Alexandre Vinokourov |           |
| 24 mars   | Classement général, Tour de Castille-et-León | Espagne    | 2.1       | Alexandre Vinokourov |           |
| 28 avr.   | 3e étape du Tour de Romandie                 | Suisse     | 2.PT      | Alberto Contador     |           |
| 13 juin   | 4e étape du Tour de Suisse                   | Suisse     | 2.PT      | Ángel Vicioso        |           |
| 14 juin   | Championnat du Kazakhstan sur route          | Kazakhstan | CN        | Andrey Kashechkin    |           |
| 17 juin   | 8e étape du Tour de Suisse                   | Suisse     | 2.PT      | Alberto Contador     |           |
| 2 août    | 1re étape du Tour d'Allemagne                | Allemagne  | 2.PT      | Assan Bazayev        |           |
| 6 août    | 1re étape du Tour de Burgos                  | Espagne    | 2.HC      | Aaron Kemps          |           |
| 2 sept.   | 8e étape du Tour d'Espagne                   | Espagne    | 2.PT      | Alexandre Vinokourov |           |
| 3 sept.   | 9e étape du Tour d'Espagne                   | Espagne    | 2.PT      | Alexandre Vinokourov |           |
| 5 sept.   | 10e étape du Tour d'Espagne                  | Espagne    | 2.PT      | Sérgio Paulinho      |           |
| 14 sept.  | 18e étape du Tour d'Espagne                  | Espagne    | 2.PT      | Andrey Kashechkin    |           |
| 16 sept.  | 20e étape du Tour d'Espagne                  | Espagne    | 2.PT      | Alexandre Vinokourov |           |
| 17 sept.  | Classement général, Tour d'Espagne           | Espagne    | 2.PT      | Alexandre Vinokourov |           |

## Classements UCI ProTour

### Individuel
| Rang | Coureur              | Points |
| ---- | -------------------- | ------ |
| 5    | Andrey Kashechkin    | 156    |
| 12   | Alexandre Vinokourov | 121    |
| 18   | Jörg Jaksche         | 110    |
| 30   | Alberto Contador     | 75     |
| 72   | Ángel Vicioso        | 35     |
| 91   | Giampaolo Caruso     | 23     |
| 114  | Sérgio Paulinho      | 13     |
| 125  | Allan Davis          | 9      |
| 135  | David Etxebarria     | 7      |
| 174  | Assan Bazayev        | 3      |
| 178  | Unai Osa             | 3      |
| 190  | Aaron Kemps          | 2      |
| 201  | Sergueï Yakovlev     | 2      |
| 208  | José Joaquín Rojas   | 1      |

### Équipe
L'équipe Astana a terminé à la 10e place avec 258 points.